# Tricholoma populinum
Tricholoma populinum (J.E. Lange, 1933) è un fungo basidiomicete della famiglia Tricholomataceae. Fu formalmente descritto nel 1933 dal micologo danese Jakob Emanuel Lange.

## Descrizione

### Cappello
Il cappello, che ha un diametro che varia dai 6 a 12 cm, è prima convesso e poi piano. Al centro è presente un umbone ampio, basso e piatto. Il colore del cappello varia dal color nocciola al bruno grigiastro e tende a scurirsi al centro. La cuticola è lucida, glabra, viscosa e facilmente asportabile.

### Lamelle
Le lamelle sono fitte, larghe, arrotondate, inizialmente bianche e in seguito macchiate di rossastro.

### Gambo
Il gambo è alto 5–12 cm, robusto, ingrossato alla base, curvo, di colore bianco-ocraceo e macchiato di bruno-rossastro. Il bulbo termina con una struttura radiciforme che affonda nel terreno fino a raggiungere le ife. La volva è assente.

### Carne
La carne è bianca, compatta e con odore di farina.

### Caratteri microscopici
Spore
Le spore hanno forma sferico-ellittica, sono lisce e di colore bianco.

## Distribuzione e habitat
Questo fungo cresce sotto i pioppi (deve il suo nome a questa caratteristica) in gruppi numerosi, anche in tempi asciutti, dalla pianura alla montagna. Fruttifica in autunno.

## Commestibilità
La commestibilità è mediocre dal punto di vista alimentare a causa del sapore amarognolo, che può essere mitigato dalla conservazione sott'olio.

## Tassonomia

### Sinonimi e binomi obsoleti
- Agaricus populinus f. campestris Fr.
- Tricholoma pessundatum var. populinum (J.E. Lange) Pilát, Mushrooms and Other Fungi: pl. 56 (1961)
- Tricholoma pessundatum var. populinum (J.E. Lange) Pilát, Naše Houby 2: pl. 56 (1959)
- Tricholoma populinum f. campestre (Fr.) Bon, Docums Mycol. 6(nos 22-23): 247 (1976)
- Tricholoma populinum f. campestre (Fr.) Bon, (1967)
- Tricholoma populinum J.E. Lange, Dansk bot. Ark. 8(no. 3): 14 (1933) f. populinum
- Tricholoma populinum var. bohusii Nagy, Öst. Z. Pilzk. 14: 298 (2005)
- Tricholoma populinum J.E. Lange, Dansk bot. Ark. 8(no. 3): 14 (1933) var. populinum[4]